# Joan Crawford

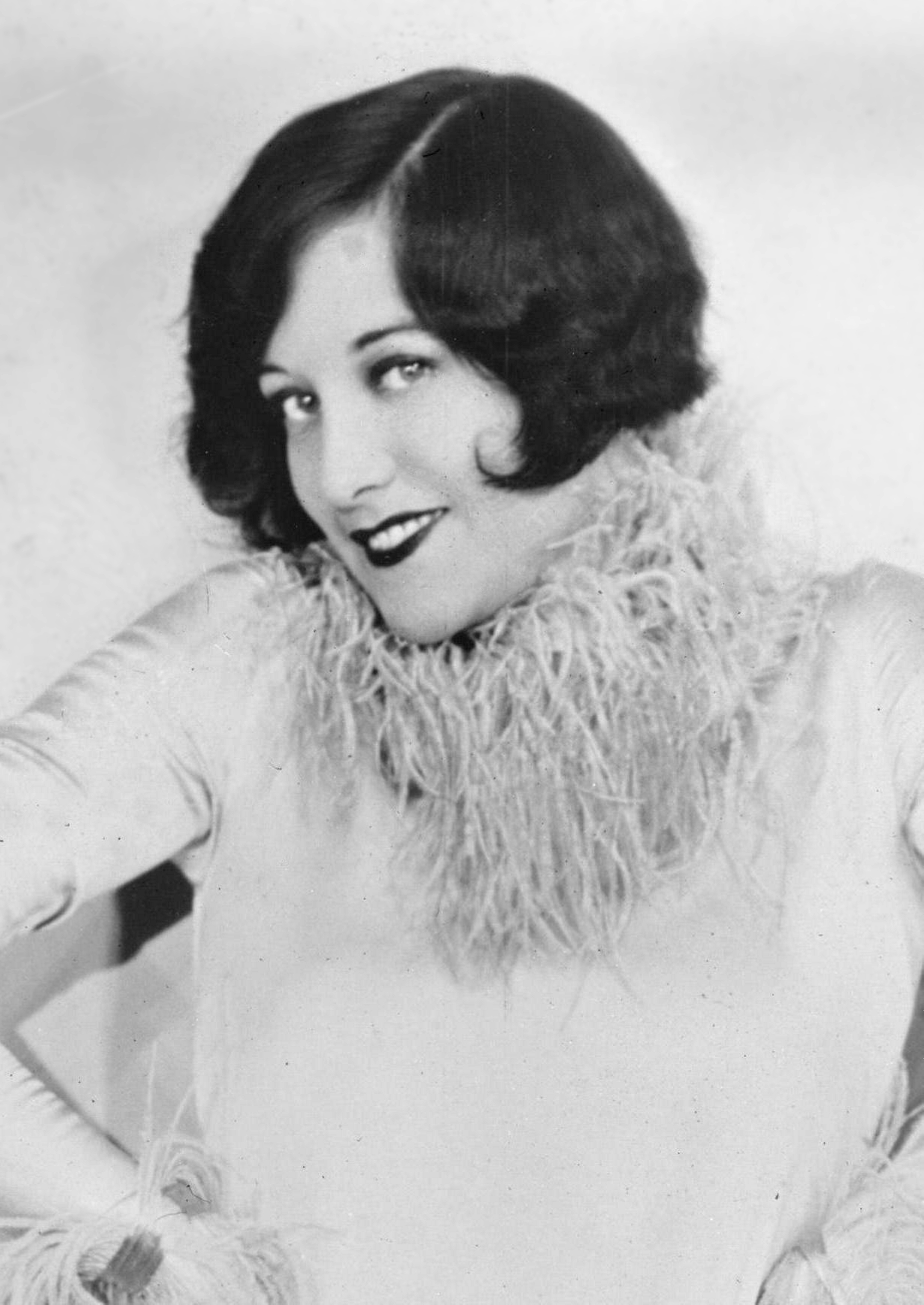
Joan Crawford, Standfoto von 1925

Joan Crawford [ˌdʒɔʊn ˈkɹɔːfəd] (* 23. März 1905 in San Antonio, Texas, als Lucille Fay LeSueur; † 10. Mai 1977 in New York City) war eine US-amerikanische Schauspielerin.
Joan Crawfords Karriere reichte von den Tagen des Stummfilms bis in die 1970er-Jahre. Unter Filmhistorikern gilt sie als Personifizierung des klassischen Hollywoodstars, dessen publikumswirksame Attraktivität sich vor allem aus ihrer komplexen Persönlichkeit und dem öffentlichen Erscheinungsbild erschloss. Die Schauspielerin verstand es im Laufe ihrer Karriere immer wieder, sich einem wechselnden Publikumsgeschmack anzupassen. Nachdem sie zu Beginn ihrer Laufbahn häufig ausgelassene junge Mädchen – damals Flapper genannt – dargestellt hatte, wechselte Crawford bis Mitte der 1940er in das dramatische Rollenfach. Sie wurde auf der Oscarverleihung 1946 für ihre Darstellung einer aufopferungsvollen Mutter in Solange ein Herz schlägt mit dem Oscar als beste Hauptdarstellerin ausgezeichnet und war in der Folgezeit meist als entschlossene, ambitionierte Frau auf der Leinwand zu sehen, die sich ihren Platz gegen den Widerstand der Gesellschaft erkämpfen muss. Gegen Ende ihrer Karriere spielte Crawford hauptsächlich in makabren Filmen, die mitunter die Grenze zum Horrorfilm überschritten, wie zum Beispiel Was geschah wirklich mit Baby Jane? und Das Ungeheuer.
Nach ihrem Tod wurde in der Öffentlichkeit das Bild von Joan Crawford durch die Beschreibungen in dem Buch Mommie Dearest, den Kindheitserinnerungen ihrer Adoptivtochter Christina Crawford, lange negativ geprägt. Später begann die Bewertung ihrer filmischen Leistungen wieder zu überwiegen. Bei einer Umfrage des American Film Institutes aus dem Jahr 1999 wurde sie auf Platz 10 der größten weiblichen Filmstars gewählt.

## Leben und Karriere

### Kindheit und Jugend
Joan Crawford wurde unter dem Namen Lucille Fay LeSueur in San Antonio, Texas, als jüngstes der drei Kinder von Thomas E. LeSueur und Anna Bell Johnson geboren. Über das genaue Geburtsjahr herrscht keine Einigkeit; Angaben reichen von 1904 bis 1908. Die Schauspielerin beharrte zeit ihres Lebens auf dem Jahr 1908. Thomas LeSueur verließ seine Familie unmittelbar nach der Geburt von Lucille. Die Familie zog daraufhin in den US-Bundesstaat Ohio.
Die Schauspielerin äußerte sich in späteren Jahren kritisch über ihre Kindheit, die nach eigenen Angaben von Armut und emotionaler Vernachlässigung gekennzeichnet war. Sie schilderte ihre Mutter als antriebslose Frau, die von einer unglücklichen Beziehung in die nächste wechselte. Den leiblichen Vater Thomas LeSueur traf sie 1934 ein einziges Mal kurz während einer Drehpause wieder. Ihre Schwester Daisy LeSueur starb sehr jung. Zu dem gut ein Jahr älteren Bruder Hal LeSueur, den sie als manipulativ und faul bezeichnete, war das Verhältnis von Anfang an angespannt, obwohl sie ihn in späteren Jahren finanziell unterstützte. Ihre Mutter heiratete später Henry J. Cassin, der in Lawton ein Vaudeville-Theater (andere Quellen: einen Kinematographen) betrieb. Lucille LeSueur nahm während dieser Zeit den Namen Billie Cassin an.
Nach der Grundschule ging Lucille LeSueur zunächst auf die St. Agnes Academy, eine katholische Schule in Kansas City, und später auf die Rockingham Academy. Auf Veranlassung eines Bekannten schrieb sie sich 1922 am Stephens College in Columbia, Missouri, ein, wo sie ihr Geburtsdatum mit 1906 angab und Kurse unter anderem in den Fächern Buchhaltung, Kurzschrift und Psychologie belegte. Der dortige Rektor James Madison Wood hatte einen prägenden Einfluss auf LeSueur. Er gab ihr den Rat, aus eigener Kraft die Dinge zu ändern, statt zu klagen. Noch in ihrer Biographie My Way of Life von 1971 äußerte sie sich positiv über den Einfluss von Daddy Woods, wie sie den Rektor stets nannte. Sie verdankte ihm nach eigenem Bekunden zum ersten Mal das Gefühl, von anderen Menschen anerkannt und bewusst in ihren Ambitionen gefördert zu werden, indem er sie auf die Bedeutung von ständiger Disziplin hinwies.

### Revuetänzerin
Nach gut einem Jahr am College verließ LeSueur 1923 auf eigenen Wunsch und gegen den ausdrücklichen Rat des Rektors das Institut, um eine Karriere als Tänzerin einzuschlagen. Um die Zeit bis zu ihrem ersten Engagement zu überbrücken, arbeitete Lucille LeSueur zunächst einige Monate als Ladenmädchen in verschiedenen Kaufhäusern in Kansas City, darunter The Jones Store und Emery, Bird, Thayer. Mitte 1923 schloss sie sich der Theatertruppe von Katherine Emerine an. Die Show wurde aufgrund mangelnder Zuschauerresonanz bereits einige Wochen später wieder geschlossen. LeSueur versuchte daraufhin ihr Glück als Revuetänzerin in Chicago. Über den dortigen Theateragenten Ernie Young bekam sie Engagements in Oklahoma City und in dem bekannten Detroiter Tanzpalast Oriole Terrace. Während des Auftritts im Oriole erregte die junge Frau die Aufmerksamkeit des einflussreichen Broadwayproduzenten und Impresarios J. J. Schubert, der sie Anfang 1924 für seine Produktion von Innocent Eyes nach New York City an den Broadway verpflichtete. Neben Auftritten in Innocent Eyes wirkte Lucille LeSueur in weiteren Schubert-Revuen mit, so in The Passing Show of 1924, die Mitte des Jahres Premiere hatte. Nachdem der Hollywoodproduzent Harry Rapf auf sie aufmerksam geworden war, unterschrieb LeSueur im Dezember 1924 einen siebenmonatigen Studiovertrag mit dem neu gegründeten Filmstudio MGM und nahm im Januar 1925 ihre Arbeit im MGM-Studio in Culver City, Kalifornien, auf.

### MGM: 1925–1943

#### Jahre als Starlet
Die Schauspielerin gab ihr Filmdebüt im Februar 1925 als Lichtdouble in Lady of the Night mit Norma Shearer. Ihren ersten und einzigen Auftritt unter dem Namen Lucille LeSueur auf der Darstellerliste hatte sie kurze Zeit später als Revuegirl in Die Revue schöner Frauen mit ZaSu Pitts in einer ihrer wenigen dramatischen Hauptrollen. Unmittelbar danach war Lucille für wenige Sekunden in dem Werbefilm MGM Studio Tour zu sehen und wurde im Zwischentitel als eines der Starlets namentlich erwähnt. Studiochef Louis B. Mayer war um die Zeit auf Lucille LeSueur aufmerksam geworden und kümmerte sich um ihr berufliches Weiterkommen. Die Schauspielerin sah in Mayer stets eine Vaterfigur und respektierte seine mitunter autokratischen Methoden der Menschenführung. Mayer zeigte sich mit ihrem Namen unzufrieden, der seiner Ansicht nach zu gewöhnlich klingen würde. Er ließ daraufhin im März 1925 ein Preisausschreiben in dem Fanmagazin Movie Weekly veranstalten, das unter dem Motto stand: Gib Ihr einen Namen und gewinne $ 1.000. Ein solches Vorgehen, wenn auch nicht immer verbunden mit der Beteiligung des Publikums, war im Showgeschäft nicht unüblich. Mauritz Stiller änderte den Namen seines Protegées Greta Gustafsson in Greta Garbo und MGM machte aus dem sperrigen Namen Spangler Arlington Brugh den griffigeren Robert Taylor. Die erste Wahl des Studios fiel auf Joan Arden, ehe die Verantwortlichen entdeckten, dass es mehrere Einsender mit diesem Vorschlag gab. Um nicht das Preisgeld mehrfach auszahlen zu müssen, wurde intern im September 1925 schließlich der Kompromiss Joan Crawford gefunden. Die Schauspielerin absolvierte einen Monat später in dem Jackie-Coogan-Film Alles für die Firma ihren ersten offiziellen Auftritt unter dem Namen Joan Crawford.

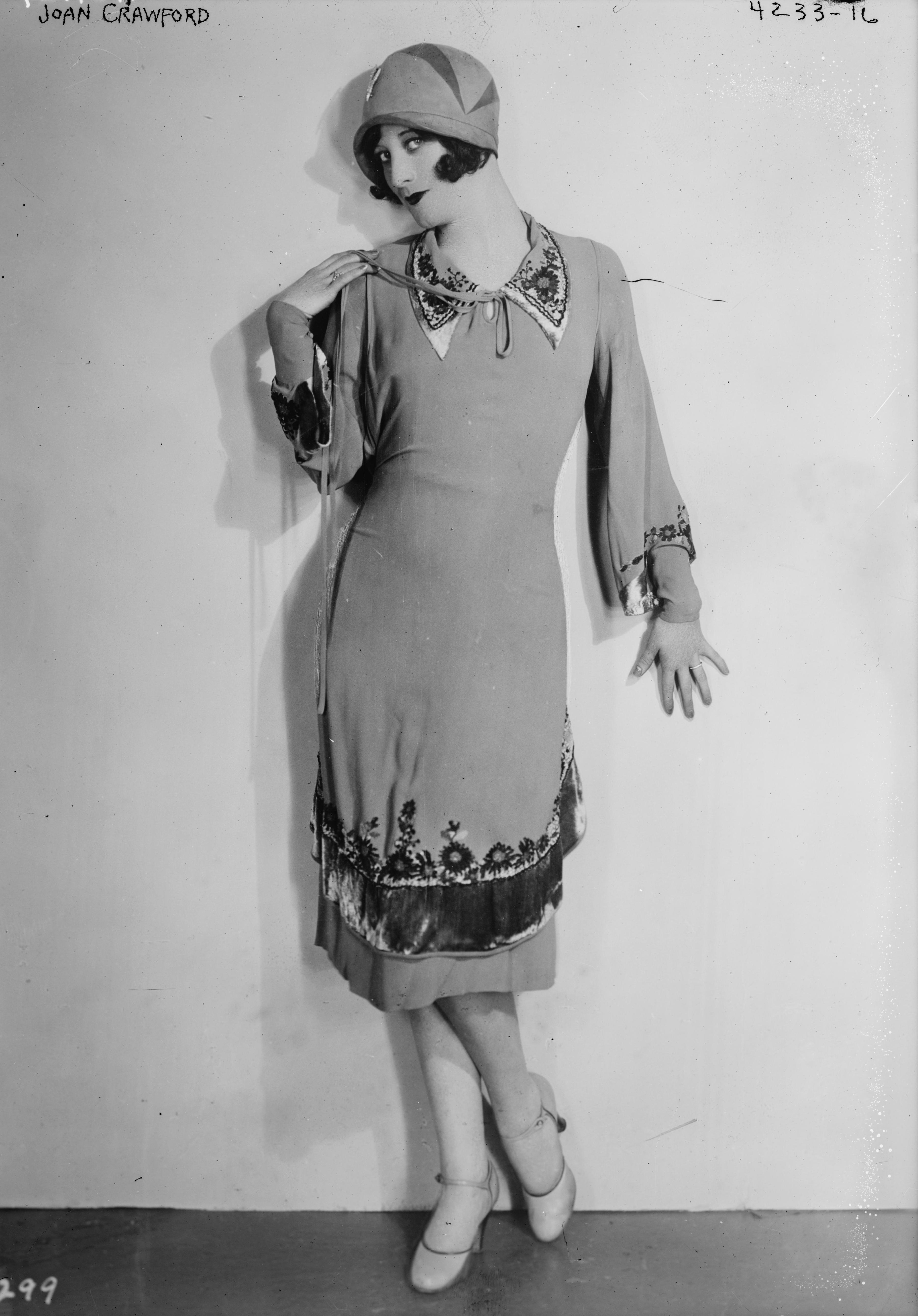
Joan Crawford (1925)

Ihre erste größere Rolle übernahm die Schauspielerin Ende 1925 in Charleston-Girls, wo sie neben Constance Bennett und Sally O’Neil unter der Regie von Edmund Goulding auftrat. Der Film schildert die dramatischen Erlebnisse von drei Freundinnen, die als Revuegirls arbeiten. Während Bennett einen reichen Mann heiratet und O’Neil zurück aufs Land geht, gerät Crawfords Figur stets an die falschen Männer und findet am Ende den Tod. Nach einigen weiteren Auftritten, teilweise bereits als Leading Lady, wurde sie 1926 neben Fay Wray, Janet Gaynor und Dolores del Rio zu einem der 13 WAMPAS Baby Stars gewählt. Die Auswahl durch die WAMPAS, einem losen Zusammenschluss von Medienvertretern, bezog sich auf Starlets und Künstlerinnen, bei denen das Potential für eine große Karriere vermutet wurde. Trotz des vielversprechenden Anfangs ließ die weitere Besetzungspolitik durch das Studio eine klare Tendenz vermissen. Joan Crawford spielte abwechselnd Haupt- und Nebenrollen in den unterschiedlichsten Genres, so wirkte sie z. B. in Western wie Winners of the Wilderness und The Law of the Range mit. Neben Harry Langdon hatte sie in der mit wenig Aufwand produzierten Komödie Tramp, Tramp, Tramp von 1926 eine Rolle. Gelegentlich übernahm sie auch Hauptrollen in weniger anspruchsvollen Filmen wie Paris und The Taxi Dancer, in denen sie aufstrebende Tänzerinnen darstellte. Die Produktionskosten dieser Werke betrugen meist zwischen $ 86.000 und $ 200.000 und warfen in der Regel Profit in vergleichbarer Höhe ab.
Erst mit dem Auftritt in The Unknown aus dem Jahr 1927 überzeugte Crawford die Studioverantwortlichen, dass in ihr das Potential zu einem Star steckte und wurde von jenem Zeitpunkt an gezielt gefördert. Der Hauptdarsteller Lon Chaney arbeitete dabei eng mit Joan Crawford zusammen, die über keine entsprechende Schauspielausbildung verfügte. Beide verständigten sich intensiv bei der Erarbeitung des Charakters. Noch Jahrzehnte später äußerte sich die Schauspielerin positiv über diese Erfahrungen.

#### Durchbruch

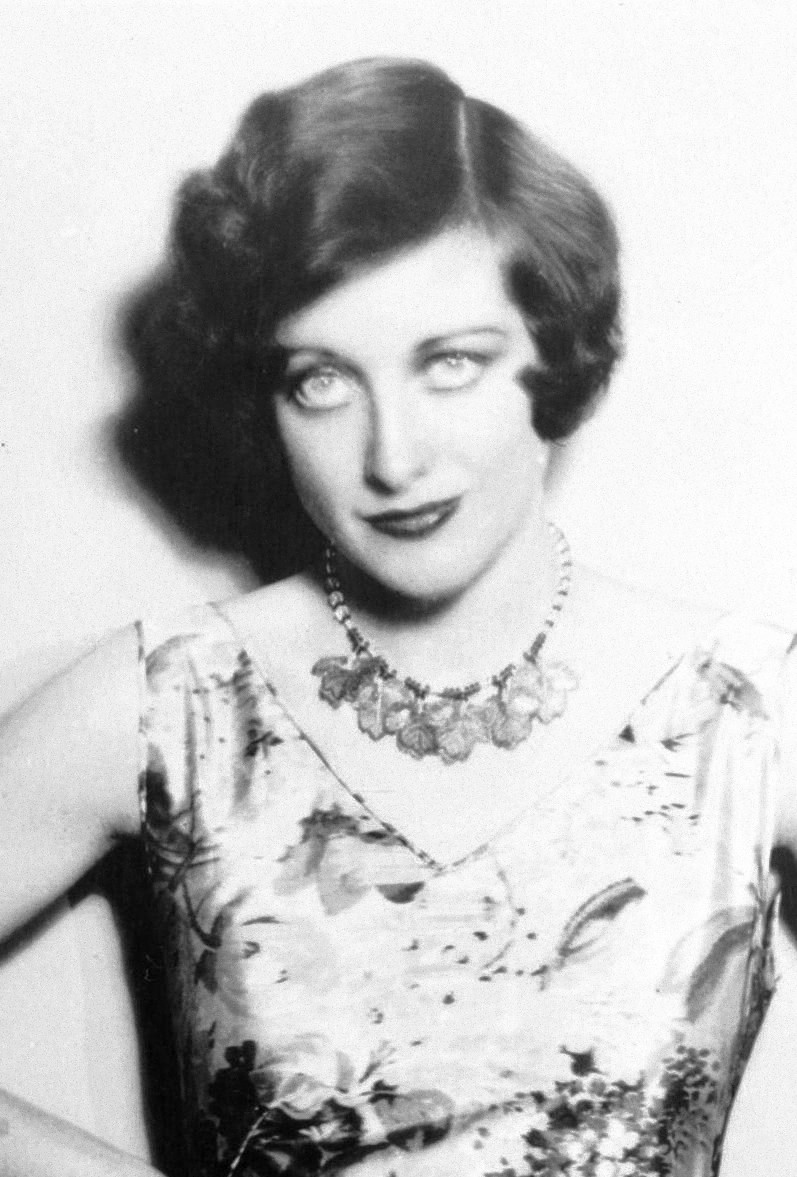
Joan Crawford (1928)

Mitte 1928 hatte Crawford mit Our Dancing Daughters den Durchbruch als Star. Sie spielt in dem Film einen Flapper, einen Rollentyp, der seit 1923 vor allem durch Colleen Moore und Clara Bow populär wurde. Flappers waren unabhängige junge Frauen, die Lebenslust und eine gewisse Frivolität ausstrahlten. Sie verkörperten durch ihre positive Einstellung gut das optimistische Lebensgefühl der 1920er. Die positiven Reaktionen der Fans veranlassten das Studio, den Namen von Joan Crawford im Werbematerial über dem Titel anzukündigen, ein wichtiges Indiz für den Status eines Schauspielers als Star.
F. Scott Fitzgerald, eine der Leitfiguren und Chronist der Roaring Twenties, war angetan von Crawfords Interpretation in der Rolle. Er meinte dazu:

„[Sie] ist ohne Zweifel das beste Beispiel für einen Flapper, diese Art von Mädchen, die man in chiquen Nachtclubs sieht, stets nach der neuesten Mode gekleidet. Sie halten eisgekühlte Drinks in der Hand und tragen einen zurückhaltenden, leicht verbitterten Gesichtsausdruck. Sie tanzen ausgelassen, lachen viel und haben große, traurige Augen. Junge Mädchen mit einem Talent zum Leben.“

Im Laufe des Jahres 1928 profitierte ihre Popularität zudem in nicht unerheblicher Weise durch die ständige Berichterstattung über ihre Beziehung zu Douglas Fairbanks Jr., dem Stiefsohn von Mary Pickford. Das Paar heiratete schließlich im Juni 1929. Die Ehe wurde 1933 geschieden.
Der Tonfilm, der seit Mitte 1928 endgültig den Stummfilm verdrängt hatte, brachte eine neue Herausforderung mit sich. Anders als bei den meisten anderen Studios wurde der Übergang zum neuen Medium durch die Studioverantwortlichen bei MGM mit Bedacht umgesetzt. Besonders Irving Thalberg bestand darauf, dass die Schauspieler ihre Diktion unter der Schulung und Anleitung von speziellen Sprachlehrern verbesserten, um so den Anforderungen, die die Tontechnik an die Aussprache stellte, genügen zu können. MGM blieb das Schicksal von Paramount erspart, das durch die überhastete Umstellung fast seinen gesamten Kader an Stars verlor. Crawford gab ihr Debüt im Tonfilm in The Hollywood Revue of 1929. Der Film ist eine lose Abfolge von Sketchen, Tanznummern und Gesangseinlagen ohne verbindenden Handlungsrahmen. Mit Ausnahme von Greta Garbo und Ramón Novarro wirkte jeder Star von MGM mit und stellte vor dem Mikrophon seine Fähigkeiten zu Gesang und Sprache unter Beweis. Die Schauspielerin zeigte eine temperamentvolle Tanzeinlage und sang den Song I’ve got a Feeling for You. Die meisten Kritiker lobten die klare Aussprache der Schauspielerin und sagten ihr einen Popularitätsschub voraus, da ihre Stimme – vom Register am ehesten ein warmer Kontra-Alt – ihrer überschäumenden Persönlichkeit entsprechen würde.
Die Dreharbeiten zu ihrem ersten Tonfilm, Untamed, hatte sie bereits einige Wochen vorher als Partnerin von Robert Montgomery absolviert. Dieser Film kam jedoch erst nach der Premiere von The Hollywood Revue of 1929 in den Verleih. Joan Crawford beendete das Jahr mit Moderne Mädchen; hier zeigt sich die Schauspielerin als unglücklich verliebte Dame der besseren Gesellschaft, die ihren Verlobten, gespielt von Douglas Fairbanks Jr., an die beste Freundin verliert.

#### Imagewechsel
Das anhaltende Interesse der Zuschauer an Tonfilmen bescherte den Filmstudios einen Anstieg der wöchentlichen Zuschauerzahlen von 55 Millionen im Jahr 1927 auf 130 Millionen im Jahr 1930. MGM erzielte in diesem Jahr den bis dahin höchsten Firmengewinn mit $ 15 Millionen. Trotzdem war selbst die Filmindustrie am Ende nicht gegen die Auswirkungen der sich verschärfenden Weltwirtschaftskrise gefeit. Ende 1930 begannen die Zuschauerzahlen in den USA drastisch zu sinken, ehe die Rezession schließlich ab 1931 mit voller Härte auch diesen Wirtschaftszweig erfasste. Die Zuschauerzahlen sanken erneut bis auf nur 50 Millionen pro Woche im Jahr 1933.
Mit der wirtschaftlichen Unsicherheit waren tiefgreifende Änderungen in der Gesellschaft verbunden. Während Musicals, Revuefilme und Salonkomödien, die die Probleme der Oberen Zehntausend schilderten, rasch an Popularität verloren, etablierten sich neue Genres wie Horrorfilme und Gangsterfilme. Zunehmend wurden auch sozialkritische Filme produziert, die einen besorgten Blick auf Missstände in der Gesellschaft warfen. Der gewandelte Zuschauergeschmack führte dazu, dass das Rollenbild des Flappers als sorglose junge Frau, die ohne materielle Sorgen das Leben als Abfolge von Vergnügungen begreift, rasch passé wurde. Das Studio wandelte vor diesem Hintergrund ab dem Jahr 1930 das Image von Crawford hin zur ambitionierten Frau, die ihre Lebensumstände aus eigener Kraft verbessern will. An diesem Punkt ihrer Schauspielkarriere spielte sie daher oft Arbeitermädchen, die den sozialen Aufstieg schaffen. Dieser Rollentypus wurde auch von anderen Schauspielerinnen verkörpert wie Constance Bennett (Common Clay, The Easiest Way), Barbara Stanwyck (Baby Face) oder Ruth Chatterton (Lilly Turner, Once a Lady), die in ihren Filmen durch den Einsatz moralisch bedenklicher Mittel ihre Position in der Gesellschaft zu verändern suchten.
Zum ersten Mal wurde der Wandel in Our Blushing Brides manifest, wo Crawford eine Verkäuferin darstellte. Der Film wirft am Beispiel von drei Freundinnen die Frage auf, inwieweit in Zeiten wirtschaftlicher Unsicherheit moralische Standpunkte und Werte wie Tugend und Integrität Bestand haben können. Darüber hinaus wird aufgezeigt, wie tradierte Moralvorstellungen über Ehe und Sexualität unter den veränderten gesellschaftlichen Bedingungen zur Disposition stehen müssen. Eine der Figuren versucht in Our Blushing Brides beispielhaft, ökonomische Sicherheit zu erlangen, indem sie die Geliebte eines reichen Mannes wird. Sie wählt am Ende den Freitod, nachdem sie von ihrem Geliebten sitzengelassen wird. Die Figur von Crawford hingegen bleibt sich und den eigenen Idealen treu, um schließlich an der Seite eines Millionärs vor den Traualtar zu treten.
Dieses Grundmuster wurde in den nächsten Filmen nur geringfügig variiert. In Paid, dessen Hauptrolle sie erst übernahm, nachdem die eigentlich vorgesehene Norma Shearer kurz vor Drehbeginn schwanger geworden war, sitzt die Protagonistin Mary Turner zunächst unschuldig im Gefängnis. Nach ihrer Entlassung versucht sie alles, um ihre gesellschaftliche Stellung zu verbessern. Während in der ersten Hälfte des Films mehr oder weniger realistisch Armut und Entbehrung gezeigt wird, entwickelt sich Mary im weiteren Verlauf zu einer Angehörigen der besseren Gesellschaft mit den entsprechenden Attributen wie Pelzmänteln, aufwendigen Abendkleidern sowie teurem Schmuck. Alles für Dein Glück von 1931 präsentiert die Schauspielerin am Anfang als Fabrikarbeiterin aus den Slums, die in die Großstadt geht und sich im wahrsten Sinne bis in die Spitzen der Gesellschaft schläft und als Geliebte eines Politikers, gespielt von Clark Gable, ganz offen mit diesem zusammenlebt. Da die strengen Zensurvorschriften des Production Code noch nicht in Kraft waren, konnten die Produzenten in der Darstellung von außerehelichen Beziehungen bedeutend weiter gehen, als dies nach 1934 der Fall war. Der Film etablierte Joan Crawford und Gable als eines der kommerziell erfolgreichsten Leinwandpaare des Jahrzehnts. Bis 1940 sollten sie insgesamt acht Filme zusammen drehen.

#### Kommerzieller Erfolg
In der internen Studiohierarchie rangierte die Schauspielerin in dieser Zeit nach Greta Garbo und Norma Shearer an dritter Stelle. Joan Crawford befand sich damals auf dem Höhepunkt ihres kommerziellen Erfolges. Zwischen 1930 und 1936 wurde sie stets auf einen der zehn ersten Plätze in Quigley’s Annual List of Box-Office Champions gewählt, wobei sie 1930 den ersten Platz vor Clara Bow und William Haines einnahm. Die Listenplätze ergaben sich aus der regelmäßigen Befragung von ausgewählten Kinobetreibern, die die Namen der Stars angaben, deren Filme gleichmäßig hohe Zuschauerzahlen anlockten.
Der hohe wirtschaftliche Wert der Schauspielerin für das Studio fand jedoch ihrer Ansicht nach keine Entsprechung in den Drehbüchern, die sie bekam. Sie beklagte sich regelmäßig darüber, im Vergleich zu den beiden anderen Stars meist nur Rollenangebote zu bekommen, die weder im künstlerischen Anspruch noch in den Produktionskosten mit den Filmen ihrer Konkurrentinnen zu vergleichen wären. Der Unterschied wurde in einem Bonmot verdeutlicht, das auf dem Studiogelände die Runde machte:

„Shearer bekommt die A-Produktionen, Garbo ist für die Kunst zuständig und Crawford spielt das Geld für die beiden ein.“

Die Loyalität von Crawford gegenüber ihren Fans, denen sie ihre Karriere verdankte, war legendär. Zeit ihres Lebens beantwortete die Schauspielerin jeden einzelnen Brief an sie persönlich. Im Jahr 1934 war die Schauspielerin – vielleicht auch deshalb – die Schauspielerin mit den meisten registrierten Fanclubs in Amerika. Crawford etablierte sich darüber hinaus neben Kay Francis, Marlene Dietrich und Constance Bennett als führende Stilikone und Trendsetterin. Ihre überwiegend weibliche Anhängerschaft verlangte von einem Joan-Crawford-Film eine kostspielige Garderobe und entsprechend viele Kostümwechsel sowie ständig neue Frisuren. Der Studiodesigner Gilbert Adrian hatte mit der Auswahl der Kreationen einen großen Einfluss auf ihr Image. Die beiden Künstler arbeiteten eng zusammen und der Einfluss von Crawford auf die Damenmode war nicht zu unterschätzen. Ein weißes Kleid aus Organza und Chiffon, das Crawford in Letty Lynton trug, wurde als Konfektion in das Sortiment großer Kaufhäuser übernommen und verkaufte sich hunderttausendfach. Gleichzeitig etablierte Adrian durch seine speziell auf Joan Crawford zugeschnittenen Modelle die Schulterpolster auf dem Massenmarkt und setzte damit einen Trend durch, den Elsa Schiaparelli einige Jahre vorher in die Haute Couture eingebracht hatte.
1932 spielte sie in Menschen im Hotel nach dem gleichnamigen Roman von Vicki Baum eine ambitionierte Sekretärin, die ihren Charme und ihre Wirkung bei den Männern nutzt, um ihre gesellschaftliche Position zu verbessern. Der Film war der erste mit einer Starbesetzung und bot neben Crawford auch Greta Garbo, Wallace Beery und die beiden Brüder John Barrymore und Lionel Barrymore in den Hauptrollen. Nicht wenige Kritiker meinten, Joan Crawford habe mit ihrer nuancierten Darstellung die beste Leistung des Ensembles geliefert.
Getragen von dem Wunsch, ihre schauspielerischen Fähigkeiten durch anspruchsvolle Rollen gezielt zu verbessern, übernahm die Schauspielerin Mitte 1932 auf eigenen Wunsch die Rolle der Sadie Thompson in Rain, der Verfilmung von Somerset Maughams gleichnamigen Theaterstück. Geschildert wird die Geschichte der Prostituierten Sadie, die auf einer Südseeinsel unter der Bigotterie und den Vorurteilen der Gesellschaft zu leiden hat. Das Drama war auf der Bühne ein großer Erfolg für Jeanne Eagels und war bereits 1929 mit Gloria Swanson verfilmt worden. Unter der Regie von Lewis Milestone erhielt Crawford für ihre Interpretation zwar gute Kritiken, doch insgesamt floppte der Film an der Kinokasse. Auch das Folgeprojekt, Today We Live, war finanziell ein Reinfall. Das Skript von William Faulkner war zunächst als reiner Kriegsfilm konzipiert, erst kurz vor Beginn der Dreharbeiten musste Faulkner eine Liebesgeschichte in die Handlung einflechten. Das fertige Ergebnis fand weder den Gefallen der Kritiker noch der zahlenden Zuschauer.
Auf das Drängen von David O. Selznick übernahm die Schauspielerin daraufhin 1933 die Hauptrolle in Ich tanze nur für Dich, der den Aufstieg einer Tänzerin vom Vaudeville hin zum Star in Broadwayrevuen schildert. Der große finanzielle Erfolg des Films, der am Ende einen Profit von gut $ 750.000 auswies, erlaubte es ihr, Anfang 1934 einen neuen Vertrag mit dreijähriger Laufzeit abzuschließen. Die wöchentliche Gage von anfangs $ 6.500 stieg in den nächsten Jahren auf $ 9.500.

#### Langsamer Niedergang
- Siehe auch Artikel: Radioauftritte von Joan Crawford

Um 1934 begann Joan Crawford erneut ihr Image zu verändern. Die Gründe lagen in der verschärften Durchsetzung der strengen Zensurregeln des Production Code Mitte des Jahres. Die Einhaltung der Vorschriften wurde streng überwacht und die Zensurbehörde ließ sich von den Studios sämtliche Drehbücher vorlegen, um bei Verstößen Änderungen zu verlangen. Darüber hinaus wurden alle Filme vor ihrer Veröffentlichung begutachtet. Nur wenn der Film im Einklang mit den Forderungen des Codes stand, durfte er in den Verleih gebracht werden. Die Drehbücher ihrer Filme mussten entsprechend an die gewandelten Vorgaben angepasst werden. Bis 1933 war die Schauspielerin in Rollen eingesetzt, die die Heldin regelmäßig in moralisch bedenklichen Situationen zeigten, so in Letty Lynton, wo sie ungestraft einen Totschlag durch Unterlassen begeht, oder in Alles für Dein Glück, in dem sie ohne Trauschein in aller Öffentlichkeit eine sexuelle Beziehung führt. Stattdessen spielten die Filme ab 1934 vorzugsweise in einem gehobenen sozialen Milieu und präsentierten die Schauspielerin in aufwändig produzierten Romanzen. Joan Crawford war in der Regel in allerlei Liebesgeplänkel zwischen zwei Männern verstrickt, um am Ende doch das wahre Glück zu finden. Vergleichbare Anpassungen mussten auch für andere Schauspielerinnen vorgenommen werden, so zum Beispiel für Kay Francis. In Mandalay von Anfang des Jahres 1934 ist sie noch eine hochbezahlte Prostituierte, die ungestraft einen Mord begeht. Living on Velvet passte im Folgejahr das Image von Francis an die geänderten Rahmenbedingungen an und legte Crawfords Berufskollegin für den Rest der Karriere auf den Typus der langleidenden Frau fest.
In goldenen Ketten ist exemplarisch für diese kommerziell erfolgreichen Filme, deren inhaltliche Anspruchslosigkeit auf Dauer jedoch Crawfords Ruf als ernstzunehmender Schauspielerin schadeten. Der Film zeigt sie unter der Regie von Clarence Brown als Dame der High-Society, die in einer langweiligen Ehe gefangen ist. Die Bekanntschaft mit einem charmanten Millionär, gespielt von Clark Gable, bringt die Heldin in Gewissenskonflikte, die am Ende jedoch in eine einvernehmliche Scheidung und dem Glück in Gables Armen münden. Die ständige Wiederholung des Musters über die nächsten Jahre führte allmählich zu einem Nachlassen der Anziehungskraft an den Kinokassen. Seit Mitte der 1930er stiegen in Hollywood die durchschnittlichen Produktionskosten pro Film kontinuierlich an. Betrugen die Ausgaben für einen Crawford-Film vor 1933 gut $ 320.000, kletterten die Ausgaben, entsprechend dem Trend in der gesamten Industrie, bis Ende des Jahrzehnts auf teilweise siebenstellige Beträge. Der Gewinn pro Film sank daher insgesamt dauerhaft. Ungeachtet dessen stieg das Einkommen der Schauspielerin. 1936 lag ihr Einkommen bei $ 302.307 und 1937 verdiente Crawford $ 351.538 und gehörte damit zu den höchstbezahlten Schauspielern des Jahres. Auch 1938 zählte sie mit $ 305.384 zu den zehn bestbezahlten Stars in Hollywood, auch wenn ihr Gehalt deutlich hinter den $ 426.944 von Claudette Colbert lag, die die Liste anführte.
Auf Veranlassung ihres zweiten Ehemanns Franchot Tone, mit dem sie von 1935 bis 1939 verheiratet war, trat Crawford ab Mitte des Jahrzehnts regelmäßig in anspruchsvollen Radiosendungen auf, unter anderem in Nora von Henrik Ibsen sowie in Stücken von Maxwell Anderson und Eugene O’Neill. Sie versuchte zudem, 1936 ihr Rollenfach durch Auftritte in sozialkritischen Konversationsstücken zu erweitern. Am Ende fanden jedoch weder der Auftritt in dem Kostümdrama The Gorgeous Hussy noch die Mitwirkung in den opulent in Szene gesetzten Verfilmungen der Broadwayerfolge The Last of Mrs. Cheyney und Brennendes Feuer der Leidenschaft die Zustimmung der Fans. 1938 befand sich die Karriere der Schauspielerin in einer Krise. Ihr Name fand sich im selben Jahr neben dem von Katharine Hepburn, Marlene Dietrich, Mae West und Greta Garbo in einer Anzeige wieder, die sie als Kassengift bezeichnete. Den einzigen durchschlagenden finanziellen Erfolg feierte die Schauspielerin mit Mannequin, der sie an der Seite von Spencer Tracy als ambitionierte junge Frau zeigt, die aus den Slums zur Ehefrau eines Millionärs aufsteigt. Dank dreier Erfolge in George-Cukor-Filmen konnte Joan Crawford ihren Status als Star in der MGM-Hierarchie wieder konsolidieren: Die Frauen von 1939 zeigte sie in der relativ kleinen Rolle einer Verkäuferin, die der Heldin, gespielt von Norma Shearer, den Mann ausspannt. Auf die Frage, warum sie die eher untergeordneten Rolle übernehme, antwortete Crawford:

„Ich würde die Großmutter von Wallace Beery spielen, wenn es eine gute Rolle wäre.“

Die Kritiken waren ermutigend und Crawford übernahm kurz danach die Hauptrolle in Susan und der liebe Gott, in dem ihre Figur den Unterschied zwischen echten Glauben und falschen Idealen lernen muss. Zunächst war Norma Shearer als Hauptdarstellerin vorgesehen, sie wollte jedoch keine Mutter einer halbwüchsigen Tochter spielen. Die dritte Zusammenarbeit mit Cukor, Die Frau mit der Narbe, kam 1941 in den Verleih. Der Film war das Remake von En Kvinnas Ansikte, der mit Ingrid Bergman in der Hauptrolle einige Jahre vorher gedreht wurde. Die Handlung schildert die Geschichte einer entstellten jungen Frau, die aufgrund der bisherigen Erfahrungen hart und zynisch geworden ist. Nach einer plastischen Operation, die ihr Aussehen wieder herstellt, muss sie erst wieder lernen, ihren Mitmenschen zu vertrauen. Dem Studio ging der Realismus, mit dem Joan Crawford geschminkt wurde, zu weit und es untersagte alle Publicityphotos, die die Schauspielerin mit der titelgebenden Narbe zeigten. Nach eigenem Bekunden war es für Crawford die größte professionelle Enttäuschung ihrer Karriere, für diesen Film nicht für den Oscar nominiert zu werden. Verdiente sie 1940 noch $ 318.365, sanken ihre Einnahmen 1941 auf $ 266.538 und im Jahr darauf auf $ 195.673.
Alles in allem und trotz der positiven Einspielergebnisse, die ein neu erwachtes Interesse des Publikums zeigten, verlor das Filmstudio das Vertrauen in ihre Zukunft. Wichtige, angebliche sichere Filmrollen wie Madame Curie verlor sie an Greer Garson. Mit Irene Dunne und Katharine Hepburn standen zudem weitere Konkurrentinnen unter Vertrag, die Rollen übernahmen, die früher von den etablierten Stars übernommen worden wären. Tatsächlich kursierten ab Ende 1941 einige Artikel in den Fachzeitschriften, wonach MGM die Verträge von Norma Shearer, Greta Garbo und eben Crawford, die alle mindestens seit 1925 beim Studio waren, lösen wolle, da die Schauspielerinnen zu teuer geworden seien. Joan Crawford sah am Ende keine weiteren Entwicklungsmöglichkeiten mehr für sich und bot Studiochef Louis B. Mayer daher nach 18 Jahren der Zusammenarbeit die Entlassung aus ihrem Vertrag an. Der Vertrag wurde in beiderseitigem Einvernehmen am 29. Juni 1943 aufgelöst. Das Studio zahlte ihr eine einmalige Abstandsumme von $ 100.000.

### Warner Brothers: 1943–1952
Unmittelbar nachdem sie MGM verlassen hatte, unterschrieb die Schauspielerin am 1. Juli 1943 beim Studio Warner Brothers einen Vertrag über drei Filme für eine Gage von insgesamt $ 500.000. Angebote anderer Studios, unter anderem von Columbia und 20th Century Fox, lehnte sie ab. Warner Brothers sah in Crawford eine mögliche Konkurrentin für den eigenen Topstar Bette Davis. Aus diesem Grund wurden ebenfalls Barbara Stanwyck und Rosalind Russell auf der Basis von nichtexklusiven Verpflichtungen gewonnen. Die Zusammenarbeit ließ sich allerdings zunächst nicht so an, wie von ihr erwartet. Wie schon bei MGM bekam die Schauspielerin zunächst nur Drehbücher angeboten, die andere Beschäftigte abgelehnt hatten. Um einer Suspendierung durch das Studio zuvorzukommen, ließ sich Crawford daraufhin von der Gehaltsliste nehmen, bis eine Einigung über ein geeignetes Drehbuch vorlag. Während der sich anschließenden fast zweijährigen Wartezeit trat sie nur als Gaststar in dem Revuefilm Hollywood Canteen auf, der Mitte 1944 in den Verleih kam.
Im September 1945 schaffte Joan Crawford ein spektakuläres Comeback mit der Titelrolle der Mildred Pierce in Solange ein Herz schlägt. Die Rolle einer ambitionierten Mutter, die aus Liebe für ihre Tochter den wirtschaftlichen und gesellschaftlichen Aufstieg von einer Kellnerin zur Betreiberin einer Restaurantkette schafft, wurde vorher unter anderem Bette Davis und Ann Sheridan angeboten. Crawford musste zum ersten Mal in ihrer Karriere Probeaufnahmen machen. Am Ende gelang es ihr, den Produzenten Jerry Wald zu überzeugen. Regisseur Michael Curtiz wollte zunächst Barbara Stanwyck für die Rolle, doch schließlich rauften er und Crawford sich zusammen und Curtiz passte das Drehbuch speziell für die schauspielerischen Fähigkeiten von Crawford an. Grundlage war der gleichnamige Roman von James M. Cain. Solange ein Herz schlägt spielte über $ 5 Millionen ein und wurde damit zur erfolgreichsten Produktion des Jahres für das Studio. Für ihre Darstellung gewann Crawford auf der Oscarverleihung 1946 gegen die Konkurrenz unter anderem von Ingrid Bergman und Greer Garson den Oscar als beste Hauptdarstellerin.
Der nächste Film Humoreske von 1946 zeigte Crawford in einer verhältnismäßig kleinen Rolle als verbitterte Alkoholikerin, die sich in einen talentierten Geiger verliebt und am Ende an den eigenen Gefühlen zerbricht. Der Film wurde mit erheblichem Aufwand produziert und erwies sich als finanziell erfolgreich. Die opulente und aufwändig gestaltete Garderobe war auf ihr Verlangen hin von Gilbert Adrian, der mittlerweile als selbständiger Couturier tätig war, ganz im Stil des New Look entworfen. 1946 ließ sich die Schauspielerin von ihrem dritten Ehemann Phillip Terry scheiden, mit dem sie seit 1942 verheiratet war. Im Folgejahr lieferte sie unter der Regie von Curtis Bernhardt in Hemmungslose Liebe eine der besten Darstellungen ihrer Karriere. Der Film zeigte sie in der Rolle einer psychisch labilen jungen Frau, die an der vergeblichen Liebe zu einem Mann, gespielt von Van Heflin, zu zerbrechen droht. Erst durch eine psychiatrische Behandlung entsteht die Aussicht, dass sie aus ihrem Zustand befreit werden kann. Für Hemmungslose Liebe wurde die Schauspielerin erneut für einen Oscar nominiert, verlor auf der Oscarverleihung 1948 allerdings gegen Loretta Young in Die Farmerstochter.
James Agee, einer der bekanntesten Filmkritiker der Zeit, erklärte die außergewöhnlich hohe Qualität von Hemmungslose Liebe mit den Worten:

„Viele Menschen, die viel zu geben haben, geben dem Film alles, was sie haben.“

Später im Jahr 1947 drehte sie bei 20th Century Fox unter der Regie von Otto Preminger Daisy Kenyon, in dem sie emotionale Verwicklungen zwischen Dana Andrews und Henry Fonda zu bestehen hat. Der finanzielle Erfolg der letzten Auftritte ermöglichte es der Schauspielerin, mit ihrem Heimatstudio einen neuen Vertrag auszuhandeln, der ihr eine Gage von $ 200.000 pro Film einbrachte. Allerdings waren die Drehbücher, die ihr das Studio anbot, nicht immer von der erhofften Qualität. Es dauerte daher bis Mitte 1949, ehe Joan Crawford mit Die Straße der Erfolgreichen auf die Leinwand zurückkehrte. In der Folgezeit war die Schauspielerin auf die Darstellung von Frauen festgelegt, die den sozialen Aufstieg um jeden Preis schaffen wollen und aufgrund ihrer Rücksichtslosigkeit am Ende vor dem moralischen und gesellschaftlichen Bankrott stehen. Ein gutes Beispiel dafür liefert Im Solde des Satans, einem Film noir aus dem Jahr 1950, der sämtliche Rollenklischees der letzten 25 Jahre in Crawfords Karriere in einem Film zusammenbringt. Während der Zeit versuchte sie mehrfach, das Studio zu überzeugen, den Roman Ethan Frome von Edith Wharton gemeinsam mit ihr, Bette Davis und Gary Cooper in den Hauptrollen zu verfilmen. Das Projekt scheiterte ebenso wie der Plan, die beiden Schauspielerinnen in Time to Sing gemeinsam vor die Kamera zu bringen.

### Ohne festen Studiovertrag: 1952–1957
1952 verließ die Schauspielerin Warner Brothers aufgrund der immer schlechter werdenden Drehbücher. Sie arbeitete die nächsten Jahre ohne feste vertragliche Bindung an ein einzelnes Studio. Diese Methode ist als free lancing bekannt und wurde Mitte der 1930er-Jahre zunehmend von etablierten Stars verfolgt. In der Regel erfolgte die Bezahlung bis zu einem gewissen Anteil durch eine Gewinnbeteiligung. Die Gesamteinnahmen der Schauspieler lagen somit grundsätzlich höher als bei einem Studiovertrag, bei dem in der Regel fixe Gagen auf Wochenbasis gezahlt wurden. Der Versuch von MCA, im selben Jahr eine Anthologie-Serie unter dem Titel The Joan Crawford Show zu produzieren, scheiterten am Ende an den finanziellen Forderungen der Schauspielerin, die für eine Mindestlaufzeit von fünf Jahren pro Jahr $ 200.000 und die hälftige Beteiligung an allen Einnahmen verlangte

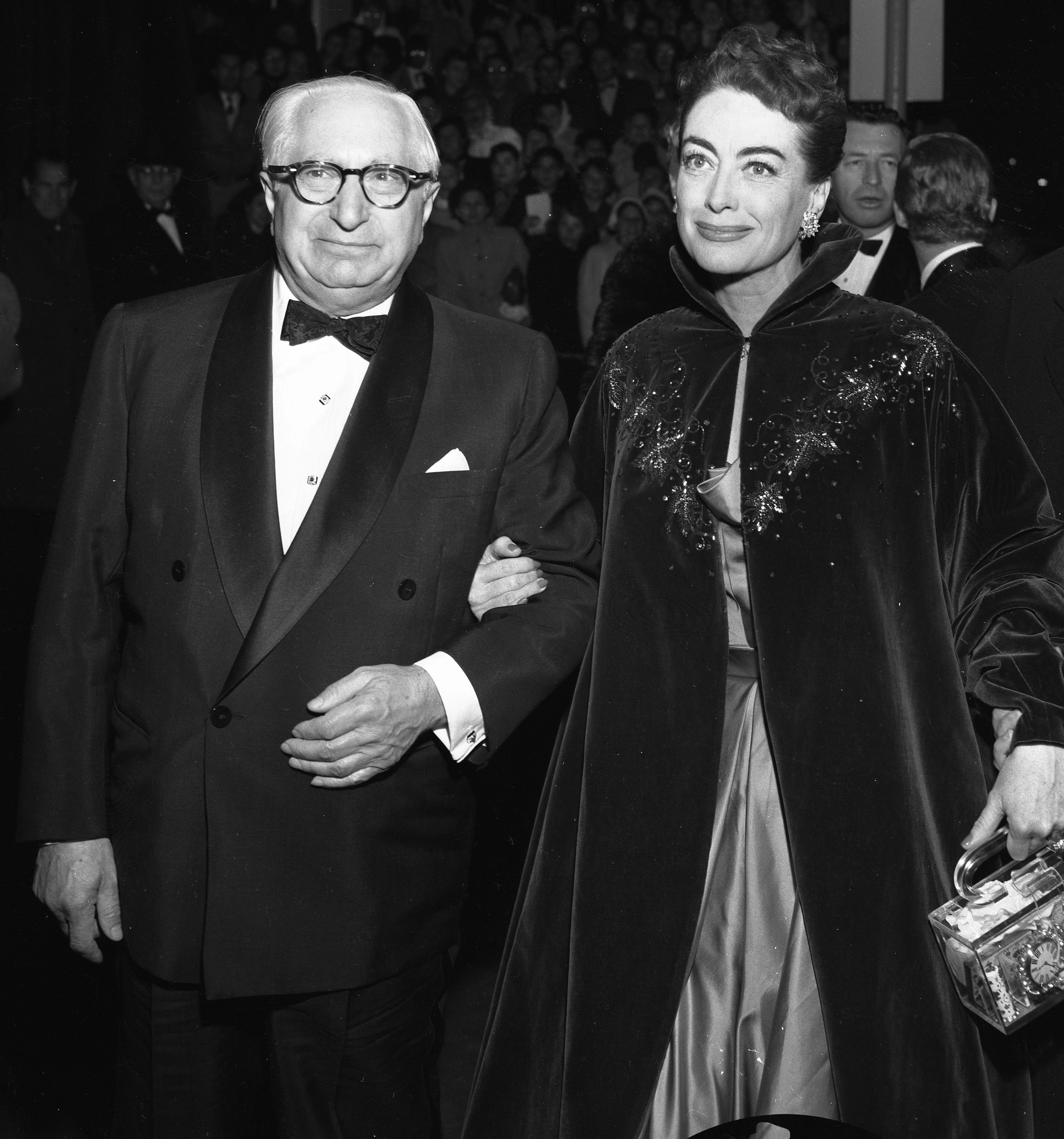
Joan Crawford mit Louis B. Mayer bei der Premiere von Herzen im Fieber (1953)

Joan Crawford entschied sich für den Auftritt in dem Thriller Maskierte Herzen, der die Geschichte einer bekannten Bühnenautorin erzählt, die von ihrem Ehemann ermordet werden soll. Sie erhielt für die Darstellung ihre dritte und letzte Nominierung für einen Oscar als beste Hauptdarstellerin, verlor jedoch auf der Oscarverleihung 1953 gegen Shirley Booth in Kehr zurück, kleine Sheba. Die Verhandlungen über die Mitwirkung in der Verfilmung des Romans Verdammt in alle Ewigkeit, in der sie die Rolle der Karen Holmes spielen sollte, scheiterten 1952 an künstlerischen Differenzen. Am Ende wurde Deborah Kerr mit der Rolle besetzt. Crawford drehte stattdessen erstmals seit zehn Jahren mit Herzen im Fieber wieder für MGM. Dem Film, der mit relativ wenig Aufwand produziert wurde, war weder karrieretechnisch noch in finanzieller Hinsicht ein Erfolg beschieden. Im Folgejahr spielt Crawford in dem Western Johnny Guitar – Wenn Frauen hassen mit. Der Film wurde von Republic Pictures in einem heute veralteten Farbverfahren gedreht, was den Bildern eine ausgesprochene Künstlichkeit verleiht. Zum Zeitpunkt des Verleihs waren die Kritiken überwiegend negativ, doch erwies er sich an der Kinokasse als relativ erfolgreich. Die künstlerische Einschätzung und Bewertung von Johnny Guitar ist im Laufe der Jahre einem erheblichen Wandel unterworfen gewesen. Nicht wenige Analysten sehen in ihm eine subtile Abrechnung mit der McCarthy-Ära. Andere wollen starke feministische Ansätze entdeckt haben. Crawford selbst äußerte sich stets negativ über den Film.
Im selben Jahr wurde die Schauspielerin Opfer gezielter Indiskretionen in der Skandalpresse. Besonders das Magazin Confidential veröffentlichte Details aus ihrem Privatleben. Die negative Publicity kostete den Star nach eigenem Bekunden die Hauptrolle in der Verfilmung des Broadwayhits Ein Mädchen vom Lande, die Rolle ging schließlich an Grace Kelly, die dafür den Oscar als Beste Darstellerin gewann. Die Loyalität ihrer Fans verhalf Crawford 1955 zu einem erneuten Comeback durch Das Haus am Strand, in dem sie eine ältere Frau darstellt, die eine Beziehung mit einem jüngeren Mann eingeht. Zu diesem Zeitpunkt ihrer Karriere war die Schauspielerin immer noch in der Lage, eine Gage von $ 200.000 pro Film zu verlangen, deutlich mehr als beispielsweise Barbara Stanwyck, Joan Fontaine oder Claudette Colbert, die höchstens Gagen von $ 75.000 bekamen.
Der finanzielle Erfolg von Das Haus am Strand erlaubte es Joan Crawford, im selben Jahr einen finanziell lukrativen Vertrag über drei Filme mit der Gesellschaft Columbia Pictures auszuhandeln. Sie hatte sich ausdrücklich Mitwirkungsrechte bei der Auswahl der Drehbücher und bei der Besetzung ausbedungen. Die nachfolgenden Filme waren allesamt sorgfältig produzierte Werke. Sowohl Ehe in Fesseln als auch Herbststürme und Esther Costello spielten mehr Geld ein als sie gekostet hatten. Besonders die subtile Darstellung einer älteren Frau in Herbststürme brachte ihr Lob und Anerkennung von der Fachpresse.

### Ab 1959: die späteren Jahre
Nach der Eheschließung mit dem Manager Alfred Steele, mit dem sie von 1955 bis zu seinem Tod im April 1959 verheiratet war, zog sich Crawford 1957 trotz vieler weiterer Angebote für einige Zeit aus dem Filmgeschäft zurück. Sie widmete sich stattdessen den Belangen des Getränkeherstellers Pepsi, in dessen Aufsichtsrat Steele eine bedeutende Rolle spielte. Auch nach seinem Tod im Jahr 1959 setzte sie sich weiterhin für die Interessen der Firma ein. Joan Crawford wurde als erste Frau in den Aufsichtsrat der Firma gewählt und sorgte in der Folgezeit, als der Begriff Product placement noch unbekannt war, dafür, dass die Produkte des Getränkeherstellers in ihren Filmen prominent zur Geltung kamen. Unmittelbar nach dem Tod ihres Ehemanns versuchte sie vergeblich, für die von CBS produzierte The Joan Crawford Show Sponsoren zu finden. Die als Anthologie-Serie konzipierte Show, von der zunächst 20 Folgen geplant waren, kam jedoch nie zur Ausstrahlung.
1962 gelang ihr an der Seite von Bette Davis in Was geschah wirklich mit Baby Jane? ein vielbeachtetes Comeback. Die beiden Schauspielerinnen kamen dem Vernehmen nach nicht gut miteinander aus. Zwei Jahre später, 1964, scheiterte der Versuch, beide Stars zusammen wieder unter der Regie von Robert Aldrich in einem vergleichbaren Sujet in Wiegenlied für eine Leiche einzusetzen, da Crawford sich krankheitsbedingt aus der Produktion zurückziehen musste. Schließlich übernahm Olivia de Havilland ihre Rolle. Die Beziehung zwischen Bette Davis und Joan Crawford während der Dreharbeiten zu Was geschah wirklich mit Baby Jane? ist Grundlage für Feud von Produzent und Regisseur Ryan Murphy.
Die nachfolgenden Filme aus dieser Zeit waren dem Prestige und den schauspielerischen Fähigkeiten von Joan Crawford nicht angemessen. In Ermangelung entsprechender Filmangebote wirkte die Schauspielerin daher verstärkt in zahlreichen Fernsehproduktionen mit. Zu den bekanntesten Auftritten gehörte die Mitwirkung in der Daily Soap The Secret Storm, in der sie im Oktober 1968 die Rolle ihrer erkrankten Tochter Christina Crawford übernahm. Im Jahr 1969 trat sie in der Episode Eyes aus der Serie Night Gallery auf, einer der ersten Regiearbeiten von Steven Spielberg. Bis zu ihrer – unfreiwilligen – Pensionierung im Jahr 1972 reiste Joan Crawford als Repräsentantin für Pepsi-Cola regelmäßig quer durch die Welt.
Nach eigenem Bekunden schaffte es die Schauspielerin Mitte der 1970er aus eigener Kraft, ihre jahrzehntelange Alkoholsucht, die sie zuletzt nicht mehr vor der Öffentlichkeit verbergen konnte, erfolgreich zu bekämpfen. 1974 zog sich die Schauspielerin endgültig aus der Öffentlichkeit zurück, nachdem sie Pressefotos von sich gesehen hatte, auf denen sie sich unvorteilhaft getroffen fand. Finanziell abgesichert verbrachte sie die letzten Jahre vor ihrem Tod zumeist in ihrem Apartment in New York City.

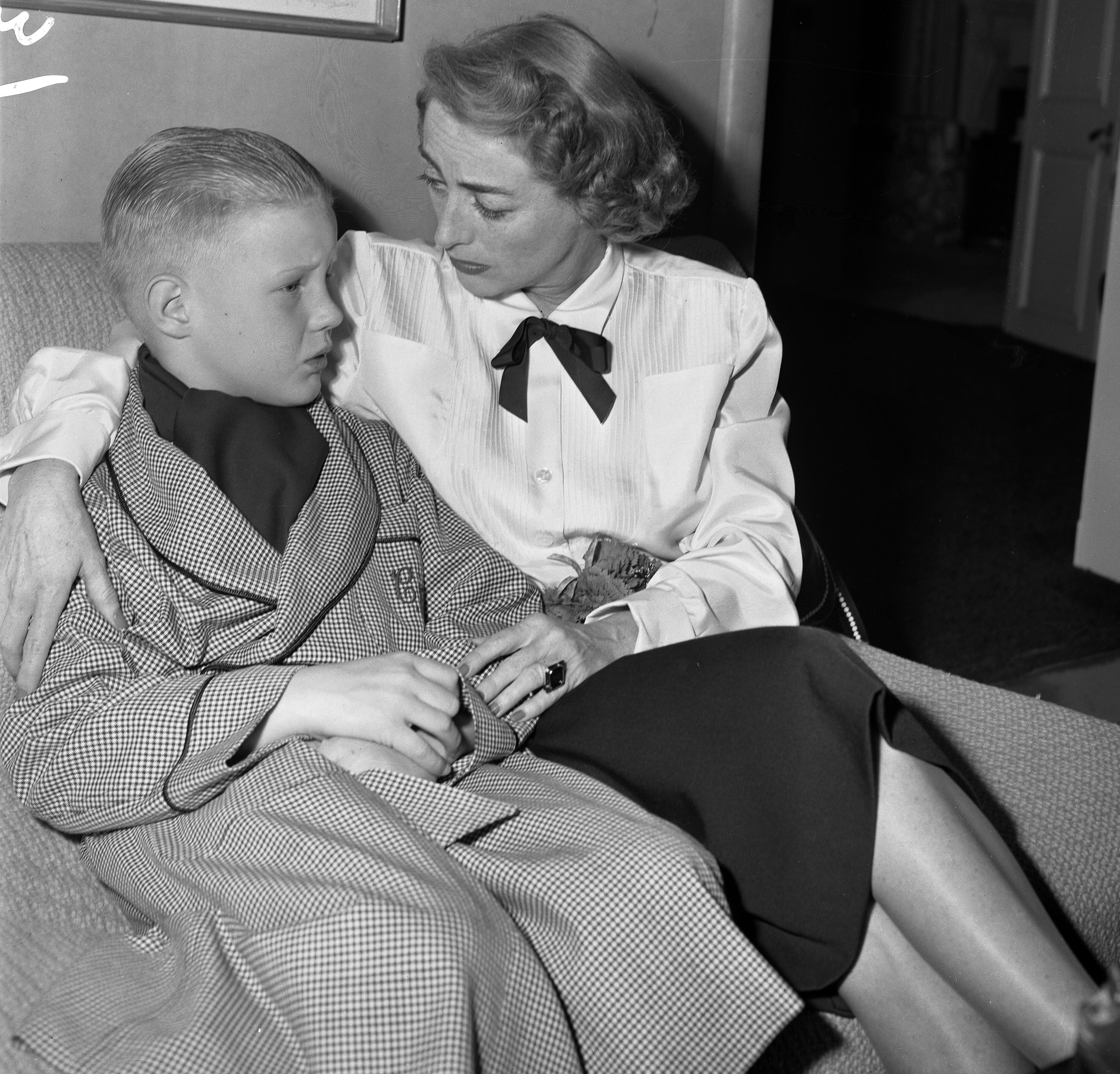
Joan Crawford mit ihrem Adoptivsohn Christopher (1951)

Die letzten Jahre waren geprägt von Konflikten mit zweien ihrer Kinder. Die Schauspielerin, die keine leiblichen Kinder bekommen konnte, hatte sich Mitte 1940 zur Adoption einer Tochter entschlossen, die den Namen Christina erhielt. In den nachfolgenden Jahren nahm die Schauspielerin noch drei weitere Kinder als ihre eigenen an: Christopher, Cynthia und Cathy. Die Adoption eines Jungen, die zu Beginn des Jahres 1941 stattfand, wurde von der leiblichen Mutter per Gerichtsbeschluss einige Wochen später rückgängig gemacht. Ob es kurz danach noch eine weitere fehlgeschlagene Adoption gab, ist in der Literatur umstritten.
Christina veröffentlichte 1978 ihre umstrittenen Kindheitserinnerungen unter dem Namen Mommie Dearest. Die Schilderung ihrer Mutter als manipulativer Frau, die ihre Kinder physischer und psychischer Gewalt aussetzte, bestimmte für viele Jahre die Diskussion über die Schauspielerin. Während ihr Bruder Christopher die Anschuldigungen im Kern bestätigte, verwahrten sich Cynthia und Cathy stets vehement gegen die Behauptungen Christinas. Das Buch wurde 1981 von Frank Perry mit Faye Dunaway in der Titelrolle verfilmt.
Joan Crawford starb am 10. Mai 1977. Pearl Bailey, eine enge Freundin der Schauspielerin, die von Bailey stets als ihre Schwester bezeichnet wurde, sang auf der Trauerfeier He’ll Understand. Die Urne ist im Ferncliff Mausoleum in Hartsdale, US-Bundesstaat New York, beigesetzt. Ein Stern auf dem Hollywood Boulevard, Höhe 1752 Vine Street, erinnert an den Star.

## Würdigung

### Ständiger Wandel des Leinwandimages

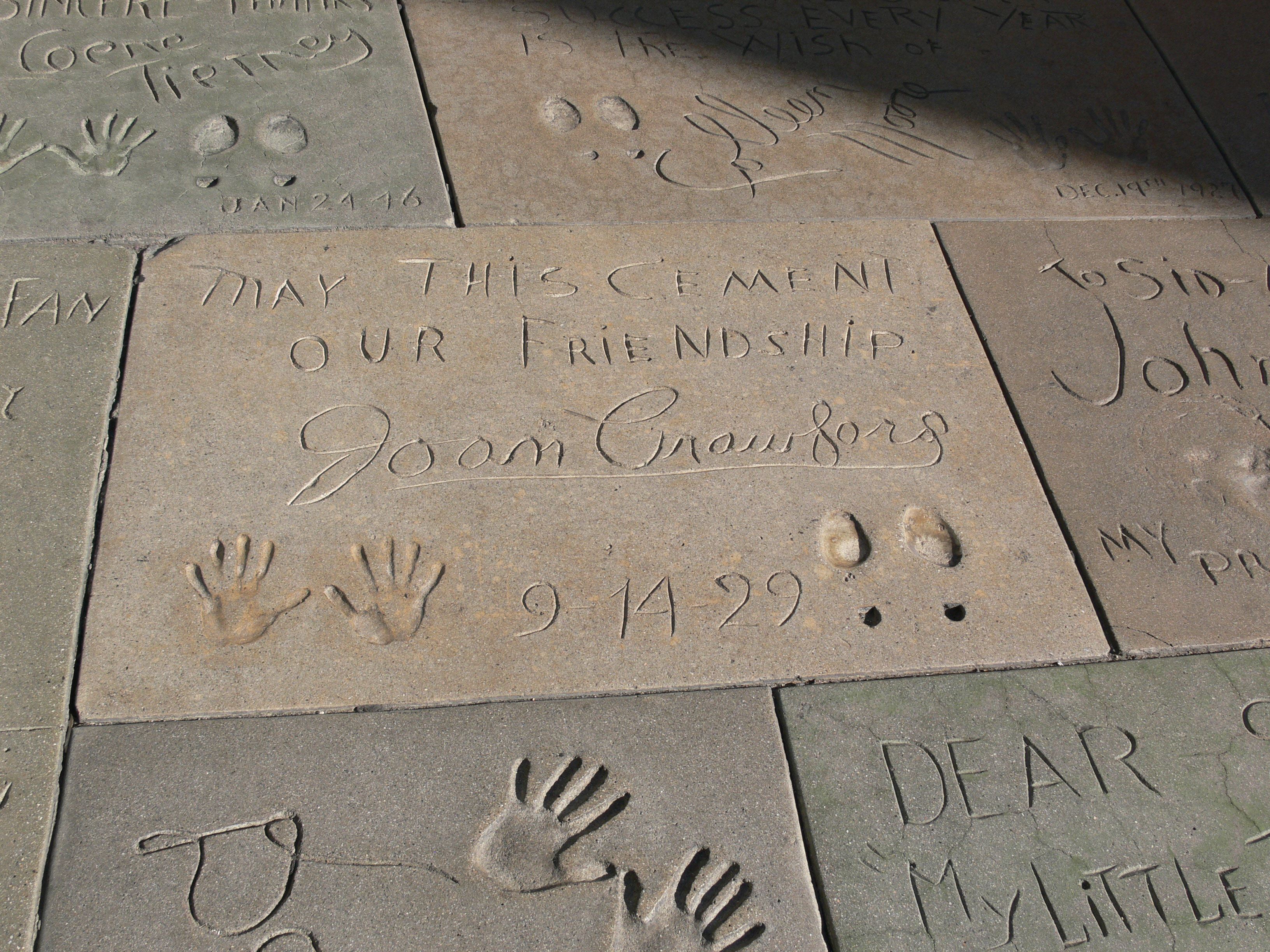
Joan Crawfords Hand- und Schuhabdrücke vor Grauman’s Chinese Theatre

Die Karriere von Joan Crawford dauerte fast 50 Jahre, sie war von der Stummfilmära bis Mitte der 1970er-Jahre im Filmgeschäft tätig. Kein anderer weiblicher Künstler in Hollywood konnte über eine derart lange Zeit seinen Status als Star behalten. Crawford war gerade in den späten Filmen keine besonders subtile Darstellerin und oft bekam ihre Garderobe bessere Kritiken als sie. Doch schaffte sie es über die Jahre immer wieder, ihr Image dem Zeitgeschmack anzupassen.
Sie begann als Flapper und Jazzbaby, was schließlich in den drei Filmen der Our-Serie kumulierte. Unzufrieden mit den eher leichten Drehbüchern wechselte die Schauspielerin erfolgreich zur Darstellerin tränenreicher Bekenntnisfilme (engl.: confession tales). Die Schauspielerin, die in Interviews niemals ihre eigene bescheidene Herkunft und ihre Kindheit in Armut verleugnete, stieg Mitte der 1930er zu Hollywoods führendem Star für die arbeitende Bevölkerung auf. Die Popularität gerade unter Verkäuferinnen und Büroangestellten wurde durch ihre Darstellung von ambitionierten Frauen erklärt, die sich aus eigener Kraft einen Platz in der Gesellschaft erkämpften, was vor ihrem biographischen Hintergrund eine zusätzliche Bedeutung bekam. Dazu kam ihr Image, zu den bestangezogenen Frauen der Filmindustrie zu gehören. Wenn die Schauspielerin mitunter etwas despektierlich als cloth horse (ungefähr: Kleiderständer) diffamiert wurde, so hatte die Garderobe doch einen nicht zu unterschätzenden Einfluss auf die Fans. MGM-Chefdesigner Gilbert Adrian meinte im Scherz, seine Karriere sei auf den Schultern von Joan Crawford gebaut. Als er die Verantwortung für die Garderobe der Schauspielerin übernahm, beschloss er, ihre starken Schultern und breiten Hüften nicht länger zu kaschieren, sondern entsprechend einem Modetrend aus Paris direkt zu betonen. Die Schulterpolster, die Crawford spätestens seit Alles für Dein Glück von 1931 immer wieder trug, wurden Teil der Modegeschichte.
Die Bedeutung ihrer Garderobe für ihre Fans war auch den Kritikern stets bewusst.
So befand die Zeitschrift Motion Picture Herald in der Kritik über Letty Lynton:

„Die Kleider, die Joan Crawford trägt, werden noch für Wochen das Stadtgespräch bilden […] und wie sie sie trägt!“

In Die Braut trug Rot von 1937 wog das titelgebende Kleid 25 kg. Maria Riva berichtet in dem Buch Meine Mutter Marlene, wie sehr die Dietrich diese Kreation, die aus hunderttausenden Pailletten genäht wurde, bewundert habe. Mitunter wurde den Ansprüchen der Fans auf Glamour auch die Glaubwürdigkeit des Drehbuchs geopfert. In seiner Rezension zu Reunion in France aus dem Jahr 1942, in dem Joan Crawford als Modeschöpferin auf der Flucht vor den Nazis eigentlich nur das nackte Leben retten kann, schrieb der Kritiker der New York Herald Tribune spitzfindig:

„Ihr Vertrag verlangt von ihr nicht, sich auch wie ein Flüchtling zu kleiden.“

Die Schauspielerin veränderte besonders zu Beginn der 1930er wiederholt ihr äußeres Erscheinungsbild. In mehreren Filmen, darunter This Modern Age von 1931, trat sie mit platinblonden Haaren im Stil von Jean Harlow auf. Besonders signifikant war dabei ihre Garbo-Phase, in der sie ganz bewusst bestimmte Charakteristika des schwedischen Stars übernahm. So akzentuierte Crawford ihre Augen und Wangenknochen durch bestimmte Lichteffekte. Diese Angleichung erreichte den Höhepunkt 1932 in Letty Lynton, einem Melodrama um ein fatalistisches Mädchen.
So schrieb Elizabeth Yeaman, eine bekannte Publizistin jener Tage, am 21. Mai 1932 in ihrer Kritik im Los Angeles Examiner über den Film:

„Darüber hinaus ist ihre Ähnlichkeit mit Greta Garbo in zwei oder drei Szenen außergewöhnlich. Sie sieht nicht nur so aus wie Garbo, sie benutzt sogar die schwer fassbare Technik der Garbo, der unergründliche Ausdruck, das verhaltene Sehnen, die durchschimmernde Tragik.“

Mitte der 1940er wandelte sich das Image auf der Leinwand hin zur harten Frau, die mit den Umständen ringt, um sich und ihrer Familie ein besseres Leben zu ermöglichen. Solange ein Herz schlägt wurde zu ihrem finanziell erfolgreichsten Film und in der Folgezeit wechselte das Rollenmuster nur marginal.
Nach Georg Seeßlen ist:

„[Joan Crawford] in fast allen ihren Filmen dieser Zeit […] die Frau, die ihren Kampf mit den Umständen zu führen hat, mit den Widrigkeiten, die die Gesellschaft und der Zufall für sie bereithält. Joan Crawford wird durch das Leiden härter, sie wird zur steinernen Person. […] Das gedachte Ende der Joan Crawford-Frau ist die totale Distanz zur Welt, eine emotionale Unerreichbarkeit. […] Mag Joan Crawford auch eine noch so starke Frau sein, sie ist am Ende dann doch nicht stark genug gewesen.“

Häufig waren in dieser Periode die männlichen Partner deutlich jünger als Crawford, so Jack Palance in Maskierte Herzen, Jeff Chandler in Das Haus am Strand und Rossano Brazzi in Esther Costello. Ein Kritiker bezeichnete die Filme aus der Zeit deshalb nicht ganz unpassend einmal als Menopausen-Melodramen. Zu ihrem eigenen Bedauern fand Joan Crawford nach der Mitwirkung in Was geschah wirklich mit Baby Jane? keine anspruchsvollen Rollen mehr. Sie war selbstkritisch genug, das zu erkennen und konzentrierte sich stattdessen auf Fernsehfilme und ihre Tätigkeit bei Pepsi.

### Bild in der Öffentlichkeit
„Joan war in jeder Hinsicht ein Star. Sie machte einen nicht einmal groß darauf aufmerksam. Du wusstest es einfach. Und du hast diesen Umstand niemals in Zweifel gezogen.“

Joan Crawford wird von sämtlichen Kollegen und Regisseuren, die mit ihr über die Jahrzehnte zusammengearbeitet haben, übereinstimmend als Perfektionistin und als außerordentlich ambitioniert geschildert. In der Öffentlichkeit stellte sie stets die Disziplin und die Entschlossenheit heraus, die notwendig waren, den Aufstieg zum Star zu meistern und diesen Status über einen langen Zeitraum zu behaupten. In ihren eigenen Worten äußerte sich die Schauspielerin dazu wie folgt:

„Wenn du dir eine Position im Leben erarbeitet hast, dann sei stolz darauf. Versteck dich nicht. Ich will erkannt werden. Wenn ich die Leute ‚Joan Crawford!‘ sagen höre, dann drehe ich mich um und sage ‚Hallo! Wie geht es Ihnen!‘“

Crawford war sich stets bewusst, welche Verpflichtungen es mit sich bringt, das Image eines Filmstars zu bewahren und die Erwartungen der Öffentlichkeit zu bedienen. Sie selbst meinte dazu:

„Wenn du ein Star sein willst, dann hast du auch wie ein Star auszusehen. Ich gehe niemals aus dem Haus, ohne wie der Filmstar Joan Crawford auszusehen. Wenn du das Mädchen von nebenan sehen willst, dann gehe nach nebenan.“

Die Pflege des Image in der Öffentlichkeit übernahm die Schauspielerin nach dem Verlassen von MGM weitgehend eigenständig. Sie nutzte ein umfangreiches Netzwerk zu den einflussreichen Kolumnisten der Zeit wie Louella Parsons, Hedda Hopper, Jimmy Fiedler, Walter Winchell und Sheila Grahame. Die Zusammenarbeit verlief dabei meist im gegenseitigen Einvernehmen. Während die Schauspielerin gewisse Begebenheiten aus ihrem Privatleben wie Eheschließungen, Adoptionen oder bevorstehenden Scheidungen exklusiv an eine Kolumnistin übermittelte, erhielt sie dafür eine tendenziöse Berichterstattung. Die Schauspielerin bekam nicht zuletzt aufgrund ihres geschickten Umgangs mit den Medien den Beinamen Heilige Johanna der Fanmagazine. Dabei scheute sie sich nicht, ihre Kinder bewusst zu instrumentalisieren, um das Bild der treusorgenden alleinerziehenden Mutter in der Öffentlichkeit zu lancieren. Den Höhepunkt erreichte diese Selbstinszenierung am Heiligen Abend 1949, als eine landesweit ausgestrahlte Radioshow über die Weihnachtsfeier im Hause Crawford berichtete. Die Kinder der Schauspielerin mussten sich an das minutiöse Drehbuch halten und durften nur die vorher einstudierten Dialoge sprechen.
Mit dem Niedergang des Studiosystems begann ab Mitte der 1950er-Jahre ein zunehmend aggressiver Enthüllungsjournalismus die Berichterstattung der Fanmagazine abzulösen. Magazine wie Confidential oder National Enquirer scheuten sich nicht, auch negative Aspekte aus dem Privatleben der Prominenten in die Öffentlichkeit zu zerren. In dieser Zeit begann sich das Image von Joan Crawford zu wandeln und erste Berichte über finanzielle Schwierigkeiten, häusliche Probleme und wechselnde Beziehungen wurden publiziert. In den nachfolgenden Jahren bestimmte weitgehend ihre umfangreiche Tätigkeit für Pepsi das Bild in der Öffentlichkeit. Insgesamt nahm ihre Präsenz in der Presse allerdings deutlich ab. Nach Crawfords Tod wurde ihr Image zunächst dominiert von der Veröffentlichung der Erinnerungen ihrer Adoptivtochter Christina, die in ihrem Wahrheitsgehalt von Anfang an nicht unumstritten waren. Erschwerend kam die mindere Qualität ihrer letzten Filme hinzu, die in der Regel nicht das Niveau von B-Filmen überschritten und der Reputation von Crawford als ernsthafter und ernstzunehmender Schauspielerin dauerhaft Schaden zufügten.
Mit dem neuerwachten Interesse an den Pre-Code-Filmen, also den Produktionen aus Hollywood, die vor Inkrafttreten der strengen Zensurbestimmungen des Production Code von 1934 gedreht wurden, ist eine neue, unvoreingenommene Betrachtung von Leben und Werk der Schauspielerin in den Vordergrund getreten. Bei der Oscarverleihung 2006 beispielsweise wurden zwei Ausschnitte aus Filmen von Crawford gezeigt. Turner Classic Movies macht das Werk der Schauspielerin regelmäßig zum Gegenstand von Themenabenden, so im März 2008 mit einer Werkschau von insgesamt 13 Filmen aus ihrer späteren Schaffensperiode. Auf der Basis der umfangreichen Interviewsammlung Conversations with Joan Crawford von Roy Newquist hat der niederländische Künstler Cas Enclaar 1982 das Ein-Personen Stück Een Avond met Joan verfasst, das 1989 in Hamburg unter dem Titel Besuch bei Joan seine Deutschlandpremiere erlebte. Die Schauspielerin Nadja Tiller spielte Crawford Anfang der 1990er auf der Bühne sowie in einer Fernsehadaption der Regie von Horst Königstein. Blue Öyster Cult veröffentlichte 1981 auf ihrem Album Fire of Unknown Origin den Song Joan Crawford. Weiter gibt es mit The Joans eine Band, die sich musikalisch ihrem Erbe verpflichtet fühlt. 2020 wurde Crawford von Michelle Twarowska in David Finchers Mank dargestellt.

### Schauspielerische Ausdrucksmittel
In ihren besten Rollen aus der Zeit bei MGM, so in Paid, Menschen im Hotel und Die Frau mit der Narbe, war Crawfords Darstellungsweise zurückhaltend. Sie arbeitete viel mit ihren ausdrucksstarken, oft durch das Make-up zusätzlich akzentuierten Augen.
In späteren Jahren wurde sie für die Darstellung von Gefühlsausbrüchen bekannt, die bald zu einem Markenzeichen ihrer Melodramen wurden. Zu sehen ist dies in Solange ein Herz schlägt, wo sie nach einer emotionalen Auseinandersetzung ihre Tochter schlägt und aus dem Haus wirft, ebenso in den Filmen Im Solde des Satans und Das Haus am Strand, in welchen sie heftig auf Anfeindungen der Umwelt reagiert. In It’s a Great Feeling von 1949, in dem Crawford eine kurze Gastrolle hatte, machte sie sich gekonnt über die Erwartungshaltung des Publikums lustig, indem sie aus dem Stand, jedoch ohne jeden Anlass, einen temperamentvollen Ausbruch hinlegte.
William K. Zinsser beschrieb in einer Filmkritik zu Esther Costello in der New York Herald Tribune anschaulich das Grundmuster eines Joan-Crawford-Films aus den 1950ern:

„Kein Joan Crawford Film ohne jede Menge seelischer Verwerfungen — das ist das eiserne Gesetz der Filmindustrie. […]. Wie Sie sich sicher vorstellen können, erlaubt der Film Miss Crawford die gesamte Palette der Emotionen zu durchleben: von Einsamkeit über Mutterliebe, vom Stolz über das Mädchen bis zur Leidenschaft für ihren Ehemann und am Ende die glühende Rachsucht, die sie dazu bringt, mit einem Revolver in der Hand die letzte Konfrontation zu suchen. Irgendwie schafft Crawford es, die Dinge am Laufen zu halten. Das mag nicht unbedingt Ihre Art von Film sein, aber es ist genau die Sorte von Film, die viele Frauen bevorzugen und Joan Crawford ist die Königin dieser Kunstform.“

Mit den Jahren wurde das äußere Erscheinungsbild von Crawford immer kantiger und härter, je mehr sie in ihren Filmrollen gegen die Umstände zu kämpfen hatte. François Truffaut fasste diese Tendenz in einer Rezension von Johnny Guitar folgendermaßen zusammen:

„Joan Crawford ist unwirklich geworden, das Phantom ihrer selbst. Ihre Augen wirken beinahe weiß, die Gesichtsmuskeln sind ständig angespannt, ein eiserner Wille bestimmt die Erscheinung. Sie ist ein Phänomen. Sie wird immer maskuliner je älter sie wird.“

Diese eiserne Entschlossenheit verhinderte auch den erfolgreichen Einsatz von Crawford in Komödien. Es verwundert daher nicht, dass ein Kritiker über ihren Film Goodbye, My Fancy von 1951, einer Komödie mit politischem Hintergrund, schrieb:

„Die Schauspielerin ist bekannt für ihr aggressives Verhalten und ihr imposantes Auftreten. Das ist jedoch auch das Problem von ‚Goodbye, My Fancy‘. Die von Crawford dargestellte Kongressabgeordnete ist so kühl und unnahbar wie die Kuppel auf dem Kapitol.“

### Joan Crawford als Rollenvorbild
Mit den sozio-ökonomischen Veränderungen in den 1920ern in Amerika wandelten sich auch das Bild und das Rollenverständnis der weiblichen Bevölkerung in der Öffentlichkeit. Seit 1920 hatten Frauen in den Vereinigten Staaten das Wahlrecht. Die prosperierende Wirtschaft sorgte für steigende Realeinkommen und der wachsende Bedarf an Arbeitskräften eröffnete vielen Frauen die Möglichkeit, ins Berufsleben einzusteigen und materielle Unabhängigkeit zu erlangen. Der Wandel führte zu einem neuen, als modern und zeitgemäß verstandenen Frauenbild, das Charaktereigenschaften wie Selbstbewusstsein, Eigenständigkeit, Initiativkraft und sexuelle Selbstbestimmung als erstrebenswert ansah. Damit einher gingen auch gewandelte Moralvorstellungen in der Gesellschaft, die an die Stelle der restriktiven Ansichten des Viktorianismus traten.
Die Leinwandrollen, die Crawford ab Ende der 1920er spielte, reflektierten dieses geänderte weibliche Selbstverständnis. Ihre Figuren sind in der Regel materiell unabhängig. Sie legen großen Wert auf Mode und Aussehen. Sie sind mobil, verfügen über eigene Autos und verbringen viel Zeit auf Gesellschaften, wo trotz der Prohibition regelmäßig Alkohol konsumiert wird. Zugleich orientieren sich die Leinwandcharaktere von Crawford an einem festen Moralkodex. Sie sind lebensfroh, ohne in sexuelle Wahllosigkeit zu verfallen. Sie sind ausgelassen, aber stets loyal gegenüber ihren Freunden. Insbesondere diese moralische Integrität wurde von ihrer ganz überwiegend weiblichen Anhängerschaft hoch geschätzt. Umfragen im Rahmen der Payne Fund Studies, die zwischen 1929 und 1932 regelmäßig die Auswirkungen von Filmen auf die Entwicklung von amerikanischen Jugendlichen untersuchten, bestätigten bereits sehr früh die Vorbildfunktion von Crawford für ihre Fans. Junge Mädchen betonten in dieser Studie, wie sehr sie gerade von Crawford in deren Rolle in Our Dancing Daughters beeindruckt gewesen seien und wie sehr sie ihnen als Vorbild für das eigene Verhalten dienen würde.
Mit den Veränderungen während der Weltwirtschaftskrise wurde das Grundmuster des Crawford-Rollentypus entsprechend angepasst. Die typische Heldin eines Crawford-Films aus dieser Zeit muss ihre emotionalen Probleme in einem Umfeld von ökonomischer Unsicherheit lösen. Als Angehörige der Arbeiterschaft schafft es die Heldin, den wirtschaftlichen Aufstieg aus der finanziellen Misere aus eigener Kraft zu schaffen und am Ende wahre Liebe und Glück zu finden. Crawford verkörperte damit eine weibliche Variante des American Dream, in dem der Einzelne es aus eigenem Antrieb heraus schafft, die eigene Situation zu verändern und wirtschaftliche Sicherheit zu erwerben.
Die Popularität von Crawford gerade unter Verkäuferinnen und Büroangestellten brachte ihr den nicht ganz ernstgemeinten Titel einer Queen of the Shopgirls ein. Crawford war sich der Vorbildfunktion selbst stets bewusst. Gegenüber Roy Newquist äußerte sie sich dezidiert zu dem Thema.

„Ich denke, eine Million oder mehr Mädchen mit nichts in ihren Taschen und dem Kopf voller Träume bezahlten dafür, einen Joan-Crawford-Film zu sehen, weil, seien wir ehrlich, neben der MGM-Publicity und den Rollen, die ich spielte, war im Grunde doch ich das Original, das Mädchen, das es von ganz unten nach oben geschafft hat. Und wenn sie Glück hätten, dann könnten diese Mädchen es auch.“

## Filmografie
- 1925: Die Revue schöner Frauen (Pretty Ladies) Nennung im Credit als Lucille LeSueur
- 1925: Alles für die Firma (Old Clothes) Erste Nennung im Credit als Joan Crawford
- 1925: Charleston-Girls (Sally, Irene and Mary)
- 1926: Tramp, Tramp, Tramp
- 1926: Paris
- 1926: The Boob
- 1927: Winners of the Wilderness
- 1927: The Taxi Dancer
- 1927: The Understanding Heart
- 1927: Der Unbekannte (The Unknown)
- 1927: Twelve Miles Out
- 1927: Spring Fever
- 1928: Der Schlauberger (West Point)
- 1928: The Law of the Range
- 1928: Rose-Marie
- 1928: Pflicht und Liebe (Across to Singapore)
- 1928: Four Walls
- 1928: Our Dancing Daughters
- 1928: Ein Traum von Liebe (Dream of Love)
- 1929: The Duke Steps Out
- 1929: The Hollywood Revue of 1929
- 1929: Moderne Mädchen (Our Modern Maidens)
- 1929: Untamed
- 1930: Montana Moon
- 1930: Great Day Dreharbeiten gestoppt
- 1930: Our Blushing Brides
- 1930: Paid
- 1931: Irrwege des Lebens (Dance, Fools, Dance)
- 1931: Laughing Sinners
- 1931: This Modern Age
- 1931: Alles für dein Glück (Possessed)
- 1932: Menschen im Hotel (Grand Hotel)
- 1932: Letty Lynton
- 1932: Rain
- 1933: Today We Live
- 1933: Ich tanze nur für Dich (Dancing Lady)
- 1934: Sadie McKee
- 1934: In goldenen Ketten (Chained)
- 1934: Heirate nie beim ersten Mal (Forsaking All Others)
- 1935: No More Ladies
- 1935: Wo die Liebe hinfällt (I Live My Life)
- 1936: The Gorgeous Hussy
- 1936: Love on the Run
- 1937: The Last of Mrs. Cheyney
- 1937: Die Braut trug Rot (The Bride Wore Red)
- 1938: Mannequin
- 1938: Brennendes Feuer der Leidenschaft (The Shining Hour)
- 1939: Tanz auf dem Eis (The Ice Follies of 1939)
- 1939: Die Frauen (The Women)
- 1940: Die wunderbare Rettung (Strange Cargo)
- 1940: Susan und der liebe Gott (Susan and God)
- 1941: Die Frau mit der Narbe (A Woman’s Face)
- 1941: When Ladies Meet
- 1942: Ein Kuß zuviel (They All Kissed the Bride)
- 1942: Reunion in France
- 1943: Gefährliche Flitterwochen (Above Suspicion)
- 1944: Hollywood Canteen
- 1945: Solange ein Herz schlägt (Mildred Pierce)
- 1946: Humoreske (Humoresque)
- 1947: Hemmungslose Liebe (Possessed)
- 1947: Daisy Kenyon
- 1949: Die Straße der Erfolgreichen (Flamingo Road)
- 1950: Im Solde des Satans (The Damned Don’t Cry)
- 1950: Die Lügnerin (Harriet Craig)
- 1951: Goodbye, My Fancy
- 1952: This Woman Is Dangerous
- 1952: Maskierte Herzen (Sudden Fear)
- 1953: Herzen im Fieber (Torch Song)
- 1954: Johnny Guitar – Wenn Frauen hassen (Johnny Guitar)
- 1955: Das Haus am Strand (Female on the Beach)
- 1955: Ehe in Fesseln (Queen Bee)
- 1956: Herbststürme (Autumn Leaves)
- 1957: Esther Costello (The Story of Esther Costello)
- 1959: Alle meine Träume (The Best of Everything)
- 1962: Was geschah wirklich mit Baby Jane? (What Ever Happened to Baby Jane?)
- 1963: Frauen, die nicht lieben dürfen (The Caretakers)
- 1964: Die Zwangsjacke (Strait-Jacket)
- 1965: Es geschah um 8 Uhr 30 (I Saw What You Did)
- 1967: Die Karate Killer (The Karate Killers) Nur in Europa in den Verleih gebracht
- 1967: Zirkus des Todes (Berserk!)
- 1970: Das Ungeheuer (Trog)

Gesicherte Auftritte als Statistin
- 1925: The Only Thing
- 1925: Proud Flesh
- 1925: The Midshipman
- 1925: The Circle
- 1925: Lady of the Night
- 1925: Time, the Comedian
- 1925: A Slave of Fashion

Cameo-Auftritte
- 1925: MGM Studio Tour Nennung als Lucille LeSueur
- 1931: Wir schalten um auf Hollywood
- 1931: Juwelenraub in Hollywood (The Stolen Jools)
- 1949: Ein tolles Gefühl (It’s a Great Feeling)

## Fernsehauftritte (Auswahl)
- 1953: Revlon Mirror Theater (Episode Because I Love Him)
- 1954: General Electric Theater (Episode The Road to Edinburgh)[94]
- 1958: General Electric Theater (Episode Strange Witness)
- 1959: General Electric Theater (Episode And One Was Loyal)
- 1959: Woman on the Run (Pilot für The Joan Crawford Show)
- 1959: Zane Grey Theater (Episode Rebel Range)
- 1961: Zane Grey Theater (Episode One Must Die)
- 1963: Route 66 (Episode Same Picture – Different Frame)
- 1964: Della (aka Fatal Commitment)[95]
- 1967: Solo für O.N.K.E.L. (The Man from U.N.C.L.E.) (Episode The Five Daughters Affair)[96]
- 1968: The Lucy Show (Episode Lucy and the Lost Star)
- 1968: The Secret Storm (5 Episoden)
- 1969: Night Gallery (Episode Eyes)
- 1970: Die Leute von der Shiloh Ranch (The Virginian) (Episode Nightmare)
- 1972: The Sixth Sense (Episode Dear Joan, We’re Going to Scare You to Death)

## Radioauftritte
- Siehe Hauptartikel: Radioauftritte von Joan Crawford

## Auszeichnungen und Nominierungen

### Oscar

#### Oscar/Beste Hauptdarstellerin
- Oscarverleihung 1946: Gewonnen für Solange ein Herz schlägt
- Oscarverleihung 1948: Nominierung für Hemmungslose Liebe
- Oscarverleihung 1953: Nominierung für Maskierte Herzen

### British Film Academy Award
- 1964: Was geschah wirklich mit Baby Jane? – Nominierung als Beste ausländische Darstellerin

### Golden Apple Award
- 1945: Auszeichnung kooperativste Schauspielerin
- 1946: Auszeichnung kooperativste Schauspielerin

### Golden Globe Award

#### Golden Globe Award/Beste Hauptdarstellerin – Drama
- Golden Globe Awards 1953: Nominierung für Maskierte Herzen

#### Golden Globe/Cecil B. DeMille Award
- Golden Globe Awards 1955: Nominierung
- Golden Globe Awards 1970: Auszeichnung

### National Board of Review Award

#### National Board of Review Award/Beste Hauptdarstellerin
- 1945: Gewonnen für Solange ein Herz schlägt

## Theaterstücke und Filme über Joan Crawford

### Theaterstücke
- 1981: An Evening with Joan Crawford[97] – von und mit Lee Sparks
- 1982: Een Avond met Joan – von und mit Cas Enclaar, basierend auf Conversations with Joan Crawford und Crawfords Memoiren My Way of Life
- 1989: Besuch bei Joan – dt. Uraufführung des Stücks Een Avond met Joan
- 1992: Joan and the Zulus[98] – von Neil Tucker, mit Grace Zabriskie als Joan Crawford
- 2001: Christmas with the Crawfords[99] – von Mark Sargent
- 2005: The Passion of the Crawford[100] – von John Epperson als Travestiestar Lypsinka in der Rolle von Joan Crawford
- 2006: The Joan Crawford/Marilyn Monroe Christmas Carol[101] – von The Dolls
- 2011: Bette and Joan[102] – von Anton Burge, mit Anita Dobson als Joan Crawford
- 2016: Bette und Joan[103][104][105] – dt. Uraufführung von Bette and Joan am Ernst-Deutsch-Theater mit Désirée Nick als Joan Crawford.
- 2025: Joan Crawford Superstar[106][107] – von Chris Chase, mit Isabel DeGrandi als junge Joan Crawford und Donna Turner als ältere Crawford.

### Fernsehfilme
- 1980: Der Scarlett-O’Hara-Krieg – mit Barrie Youngfellow als Joan Crawford – Regie: John Ermann
- 1985: Besuch bei Joan[108] – mit Cas Enclaar als Joan Crawford, basierend auf dem Stück Een Avond met Joan – Regie: Horst Königstein
- 1998: Nächte mit Joan – mit Nadja Tiller als Joan Crawford, basierend auf dem Stück Een Avond met Joan – Regie: Horst Königstein
- 2017: Feud – mit Jessica Lange als Joan Crawford und Susan Sarandon als Bette Davis – Regie: Ryan Murphy

### Kinofilme
- 1981: Meine liebe Rabenmutter (Mommie Dearest) – mit Faye Dunaway als Joan Crawford, basierend auf dem Buch Mommie Dearest von Christina Crawford – Regie: Frank Perry

### Fernsehdokumentationen über Joan Crawford
- 1996: Always the Star – Dokumentation von Gene Feldman und Suzette Winters
- 2002: Joan Crawford – The Ultimate Moviestar – Dokumentation von Peter Fitzgerald für Turner Classic Movies mit Anjelica Huston als Moderatorin

### Autobiografisches
- Joan Crawford: My Way of Life. Simon & Schuster, New York 1971, ISBN 0-671-20970-1.
- Joan Crawford: A Portrait of Joan. An Autobiography. Muller, London 1963 (zusammen mit Jane Kesner Ardmore).
- Roy Newquist (Hrsg.): Conversations with Joan Crawford. Citadel Press, Secaucus, New Jersey 1980, ISBN 0-8065-0720-9.
- Joan Crawford im Interview mit John Kobal: People Will Talk. Aurun Press, New York 1992, ISBN 0-394-53660-6.

### Biographien (Auswahl)
- David Bret: Joan Crawford. Hollywood Martyr. Robson Books, London 2006, ISBN 1-86105-931-0.
- Charlotte Chandler: Not the Girl Next Door. Simon and Schuster, New York 2008, ISBN 1-4332-0926-8.
- Shaun Considine: Bette and Joan. The Divine Feud. Dutton, New York 1989, ISBN 0-525-24770-X.
- Fred Lawrence Guiles: Joan Crawford – The Last Word. Carol Publishing, New York 1995, ISBN 1-55972-269-X.
- Stephen Harvey: Joan Crawford. Pyramid Publications, New York 1974, ISBN 0-515-03417-7.
- David Houston: Jazz Baby. Robson Books, London 1983, ISBN 0-86051-261-4.
- Donna Marie Nowak: Just Joan: A Joan Crawford Appreciation. BearManor Media, New York 2010, ISBN 1-59393-542-0.
- Lawrence J. Quirk: The Complete Films of Joan Crawford. Citadel Press, Secaucus, New Jersey 1988, ISBN 0-8065-1078-1.
- Lawrence J. Quirk, William Schoell: Joan Crawford. The Essential Biography. University Press, Lexington Kentucky 2002, ISBN 0-8131-2254-6.
- Donald Spoto: Possessed – The Life of Joan Crawford. William Morrow, New York 2010, ISBN 0-06-185600-2.
- Bob Thomas: Joan Crawford. A Biography. Weidenfeld & Nicolson, London 1978, ISBN 0-297-77617-7.
- Michelle Vogel: Joan Crawford. Her Life in Letters. Wasteland Press, Louisville New York 2005, ISBN 1-933265-46-9.
- Alexander Walker: Joan Crawford. The Ultimate Star. Weidenfeld & Nicolson, London 1983, ISBN 0-297-78216-9.

### Bücher zur Filmhistorie mit Erwähnung Joan Crawfords (Auswahl)
- Janine Basinger: A Woman’s View: How Hollywood Spoke to Women 1930–1960. Knopf, New York 1993, ISBN 978-0-394-56351-0.
- Thomas Doherty: Pre-Code Hollywood. Columbia University Press, New York 1999, ISBN 978-0-231-11095-2.
- Lea Jacobs: The Wages of Sin: Censorship and the Fallen Woman Film, 1928–1942. University of California Press, Berkeley 1997, ISBN 978-0-520-20790-5.
- Mick LaSalle: Complicated Women: Sex and Power in Pre-Code Hollywood. Thomas Dunn Books, New York 2000, ISBN 978-0-312-28431-2.
- Programm Roloff und Seeßlen: Kino der Gefühle – Geschichte und Mythologie des Film-Melodramas., Band 9, ISBN 3-499-17366-2.
- Mark A. Viera: Sin in Soft Focus: Pre-Code Hollywood. Harry N. Abrams, New York 1999, ISBN 978-0-394-53660-6.

### Bücher zum Thema Kostümdesign mit Passagen über Joan Crawford (Auswahl)
- Christian Esquevin: Adrian: Silver Screen to Custom Label. Monacelli, 2008. ISBN 978-1-58093-193-9.
- Howard Gutner: Gowns by Adrian: The MGM Years 1928–1941. Harry N. Abrams, New York 2001, ISBN 0-8109-0898-0.
- Deborah Nadoolman Landis: Dressed: A Century of Hollywood Costume Design. HarperCollins Publishers, New York 2007, ISBN 978-0-06-081650-6.
- Elizabeth Leese: Costume Design in the Movies: An Illustrated Guide to the Work of 157 Great Designers. Dover, Reprint (März 1991), ISBN 978-0-486-26548-3.

### Artikel in Zeitschriften und Journalen (Auswahl)
- Cosmopolitan, August 1951: The Last of the Movie Queens. (Zeittypisch unkritische Berichterstattung)
- Life Magazin, 23. Juni 1947: The Second Rise of Joan Crawford. (Zeitgenössische Biographie)
- Modern Screen, November 1948: Life Can be Beautiful. (Zeittypischer Fanartikel über das – angebliche – Leben eines Stars.)
- Movie Mirror, November 1940: Why Joan Crawford Has Adopted a Baby. (Beispiel für die Art, wie Crawford ihr eigenes Image in der Öffentlichkeit manipulierte.)
- The New York Times, 28. Februar 2008 Absolute Artifice: A Movie Star of the Old School. (Betrachtungen über Crawford anlässlich der Rezension einer umfangreichen neuen DVD-Box.)
- Vanity Fair, Februar 1936: Starlight Starbright. (Kritische Betrachtung über das Bild des Stars in der Öffentlichkeit und die reale Person dahinter.)
- Vanity Fair, März 2008: Daughter Dearest. (Ausführliches Essay über den Wandel von Crawfords Bild in der öffentlichen Wahrnehmung von 1978 bis 2008.)